# Carlos Luciano da Silva
Carlos Luciano da Silva, becenevén Mineiro (Porto Alegre, Rio Grande do Sul, 1975. augusztus 2. –) brazil labdarúgó, legutóbb a német Schalke 04 csapatában játszott. Jelenleg klub nélküli.